# Myxobolus perforata
Myxobolus perforata is een microscopische parasiet uit de familie Myxobolidae. Myxobolus perforata werd in 2002 beschreven door Ali, Al-Rasheid, Sakran, Abdel-Baki & Abdel-Ghaffar. 